# Municipio de Van Buren (condado de Hancock)
El municipio de Van Buren (en inglés: Van Buren Township) es un municipio ubicado en el condado de Hancock en el estado estadounidense de Ohio. En el año 2010 tenía una población de 915 habitantes y una densidad poblacional de 14,49 personas por km².

## Geografía
El municipio de Van Buren se encuentra ubicado en las coordenadas 40°51′48″N 83°43′40″O / 40.86333, -83.72778. Según la Oficina del Censo de los Estados Unidos, el municipio tiene una superficie total de 63.16 km², de la cual 63,16 km² corresponden a tierra firme y (0 %) 0 km² es agua.

## Demografía
Según el censo de 2010, había 915 personas residiendo en el municipio de Van Buren. La densidad de población era de 14,49 hab./km². De los 915 habitantes, el municipio de Van Buren estaba compuesto por el 97,81 % blancos, el 0,22 % eran amerindios, el 0,11 % eran asiáticos, el 0,98 % eran de otras razas y el 0,87 % eran de una mezcla de razas. Del total de la población el 1,53 % eran hispanos o latinos de cualquier raza.